# مالخان
مالخان (به اسپانیایی: Maleján) یک دهستان در اسپانیا است که در استان ساراگوسا واقع شده‌است. مالخان ۲٫۸ کیلومتر مربع مساحت و ۳۴۴ نفر جمعیت دارد و ۴۷۲ متر بالاتر از سطح دریا واقع شده‌است.